# Лопастник курчавый
Ло́пастник курча́вый, или Гельве́лла курчавая (лат. Helvélla críspa) — вид грибов, входящий в род Лопастник, или Гельвелла (Helvella) семейства Гельвелловые (Helvellaceae), лектотип рода.

## Описание

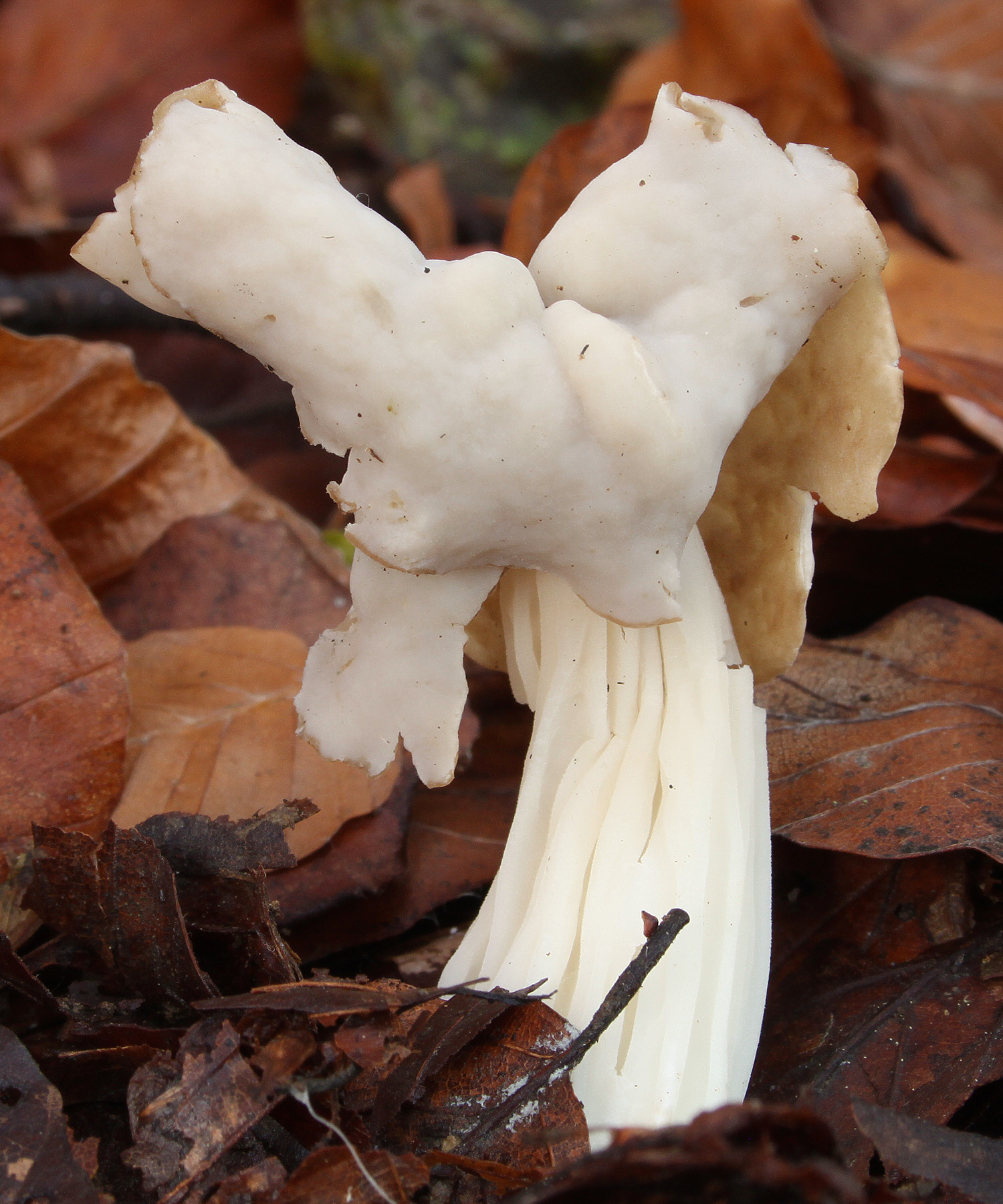

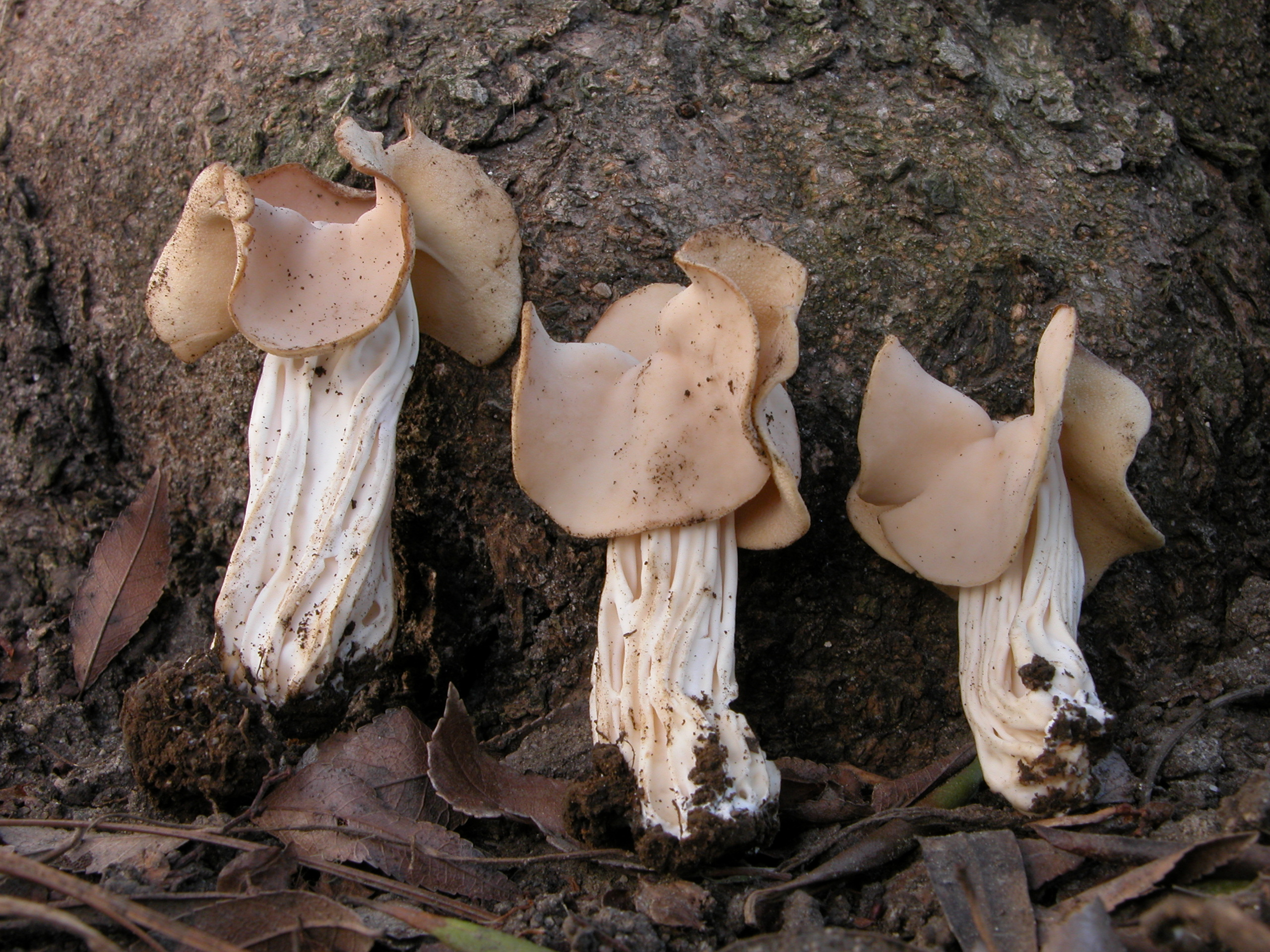

Плодовые тела — неправильной формы апотеции на выемчатой ребристой ножке. «Шляпка» 2—6×1—4 см, седловидной или неправильно-лопастной формы, у молодых грибов с подвёрнутым краем. Внешняя (нижняя) сторона кремовая до бежевой, мелкоопушённая, верхняя сторона светло-кремовая до светло-бежевой, гладкая или слабо морщинистая. Ножка до 9 см в высоту и 1—3 см толщиной, веретеновидной формы, глубоко неправильно-выемчато-ребристая, с полостями, рёбра продолжаются на внешнюю поверхность «шляпки».
Споры в массе белого цвета. Аски цилиндрической формы, 250—300×14—18 мкм, содержат 8 спор, каждая из которых одноклеточная, широкоэллиптической формы, 16—22×10—14 мкм, неокрашенная, с одной масляной каплей, с гладкими стенками. Парафизы цилиндрические, с булавовидно утолщёнными концами.

## Экология и ареал
Сапротроф или микоризообразователь. Произрастает группами на почве в лиственных и хвойных лесах, летом и осенью.
Широко распространён в Евразии и Северной и Южной Америке.

## Значение и применение
До недавнего времени считался условно-съедобным грибом, пригодным к употреблению в пищу после предварительного отваривания. Однако недавно были найдены признаки того, что этот гриб и родственные виды могут вызывать смертельно опасное заболевание боковой амиотрофический склероз через многие годы или даже десятки лет.

## Систематика

### Родственные виды
- Helvella lactea Boud., 1907 отличается приросшими к ножке, а не свободными от неё, краями шляпки, а также гладкой нижней стороной шляпки.
- Helvella lacunosa Afzel., 1783 — Лопастник бороздчатый — отличается как минимум сероватой, а чаще почти чёрной шляпкой.

### Синонимы
- Costapeda crispa (Scop.) Falck, 1923
- Helvella leucophaea Pers., 1800, nom. superfl.
- Helvella mitra var. monacella (Schaeff.) Pers., 1801
- Helvella monacella Schaeff., 1774
- Helvella nigricans Schaeff., 1774
- Helvella nivea Schrad., 1799
- Helvella pallida Schaeff., 1774
- Helvella sulcata Willd., 1787
- Phallus costatus Batsch, 1783
- Phallus crispus Scop., 1772basionym